# Sabine Appelmans
Sabine Appelmans (ur. 22 kwietnia 1972 w Aalst) – tenisistka belgijska, zwyciężczyni turniejów WTA w grze pojedynczej i podwójnej, ćwierćfinalistka Australian Open 1997. Zawodniczka leworęczna z oburęcznym bekhendem.

## Kariera tenisowa
W karierze zawodowej siedmiokrotnie zwyciężała turnieje singlowe oraz czterokrotnie deblowe. Jedna z najsłynniejszych belgijskich tenisistek tego okresu, obok Dominique Monami. W 1997 roku klasyfikowana jako szesnasta rakieta świata. W rankingu deblistek najwyżej na dwudziestym pierwszym miejscu. Początkowo tenisistka leworęczna z oburęcznym backhandem, później przestawiła się na grę prawą ręką. Trenowana przez Stevena Martensa.
Zaczęła grać w tenisa w wieku siedmiu lat, na korcie swoich sąsiadów. Jej talent dostrzegł Fred Debruyn, który został jej trenerem. Początkowo uczyła się grać lewą ręką, gdyż chciała zostać z przyjacielem w grupie tenisistów leworęcznych, potem grała prawą ręką.
Sabine nominowana była do wielu nagród. Belgijski magazyn „Panorama” wybrał ją Idealną Kobietą. Belgijska tenisistka pokonała w rankingu Claudię Schiffer, Sharon Stone i Pamelę Anderson. W latach 1994–1995 nominowana do tytułu „Karen Krantzke Sportsmanship Award”. Wybrana Najpiękniejszą Tenisistką WTA Tour w 1997 roku. Tuż za nią znalazły się Niemki: Jana Kandarr i Steffi Graf.
Sabine zadebiutowała na światowych kortach na Roland Garros 1988. Przebrnęła trzy rundy kwalifikacji. Przegrała w drugiej rundzie turnieju głównego z [6] Heleną Sukovą. Zagrała w Pucharze Federacji w tym samym roku i zwyciężyła swój pierwszy mecz z Austriaczką Petrą Schwartz (krecz Schwarz). W kolejnej edycji wielkoszlemowego turnieju w Paryżu odpadła we wczesnej fazie eliminacji. W 1989 roku znów zagrała w Fed Cup, ale tym razem poniosła porażkę z Czeszką Sukovą. Zadebiutowała w Australian Open w 1990 roku, dochodząc aż do trzeciej rundy, pokonując m.in. Nicole Pratt. Doszła do finału w Auckland. Już w pierwszej rundzie French Open trafiła na [8] Katerinę Maleewą i przegrała w dwóch setach do trzech. W US Open przegrała z Gabrielą Sabatini. Osiągnęła ćwierćfinał w Filderstadt i Brisbane, trzecią rundę w Sydney w 1991 roku. Przegrała z Mary Joe Fernández w czwartej rundzie Australian Open. Na tym samym etapie odpadła z French Open (porażka z Graf). Na Niemkę trafiła w pierwszej rundzie debiutanckiego występu na Wimbledonie, w US Open pechowo wylosowała od razu Zinę Garrison. W Mediolanie uległa Martinie Navrátilovej, na etapie ćwierćfinału. Wygrała tytuł w Arizona Classic. W drugiej rundzie w Essen wygrała z Polką Katarzyną Nowak. Osiągnęła ćwierćfinał w Berlinie (porażka z Arantxą S. Vicario). W drugiej rundzie Wielkiego Szlema w Londynie uległa najwyżej rozstawionej Monice Seles. Na letnich igrzyskach w 1992 roku doszła do ćwierćfinału, przegrywając w dwóch setach z Graf. Wygrała z Anke Huber na US Open w Nowym Jorku, przegrała w czwartej rundzie z Gabrielą Sabatini. Osiągnęła finał w Budapeszcie. Wielokrotnie drogę do dalszej rundy turnieju blokowały jej czołowe wówczas tenisistki świata, na które Sabine trafiała we wczesnych rundach imprez. Wygrała jednak prestiżowy turniej w Linzu (dwukrotnie – 1994 i 1996). To jedna z dwóch Belgijek, które wygrywały Generali Ladies Linz – później dokonała tego Justine Henin-Hardenne. Odniosła triumf także w Pattayi. W 1995 wygrała w Zagrzebiu, osiągnęła finał w Budapeszcie, czwartą rundę Wimbledonu 1997 (porażka z numerem 1 – Hingis), trzecią rundę Australian Open 1999. W Italian Open przegrała z Monami w drugiej rundzie (po kwalifikacjach). W 2000 osiągnęła czwartą rundę Indian Wells. Po raz ostatni pojawiła się na Australian Open 2001, odpadając w drugiej rundzie z Denisą Chládkovą, a pokonując wcześniej Pavlinę Nolę z Bułgarii.
Jej konfrontacje z rodaczkami przebiegały z różnym rezultatem. Raz udało się jej wygrać z Justine Henin-Hardenne, w drugim ich spotkaniu wygrała młodsza gwiazda z Belgii. Dwukrotnie przegrała z Kim Clijsters, ograła Els Callens, przegrała wszystkie siedem spotkań z Dominique Monami w latach 1993–1999.

## Wygrane turnieje

### gra pojedyncza (7)
|    | Data       | Turniej                    | Kat.          | ($)     | Naw.     | Finalistka       | Wynik               |
| 1. | 28/10/1991 | Phoenix, Arizona Classic   | Kategoria IV  | 150 000 | twarda   | Chanda Rubin     | 7:5, 6:1            |
| 2. | 04/11/1991 | Nashville, VS of Nashville | Kategoria IV  | 150 000 | twarda   | Katrina Adams    | 6:2, 6:4            |
| 3. | 13/04/1992 | Pattaya, Volvo Open        | Kategoria V   | 100 000 | twarda   | Andrea Strnadová | 7:5, 3:6, 7:5       |
| 4. | 07/02/1994 | Linz, EA-Generali Ladies   | Kategoria III | 150 000 | dywanowa | Meike Babel      | 6:1, 4:6, 7:6(3)    |
| 5. | 11/04/1994 | Pattaya, Volvo Open        | Kategoria III | 100 000 | twarda   | Patty Fendick    | 6:7(5), 7:6(5), 6:2 |
| 6. | 24/04/1995 | Bol, Open de Bol           | Kategoria III | 161 250 |          | Silke Meier      | 6:4, 6:3            |
| 7. | 26/02/1996 | Linz, EA-Generali Ladies   | Kategoria III | 164 250 | dywanowa | Julie Halard     | 6:2, 6:4            |